# Fritz Hofmann
Fritz Hofmann (Berlín, Imperi Alemany 1871 - íd., Alemanya 1927) va ser un atleta i gimnasta alemany que va competir en els Jocs Olímpics d'Atenes de 1896.

## Biografia
Va néixer el 19 de juny de 1871 a la ciutat de Berlín, capital en aquells moments de l'Imperi Alemany i que avui dia és capital d'Alemanya.
Va morir el 14 de juliol de 1927 a la seva residència de Berlín (República de Weimar).

## Carrera esportiva
Hoffmann va competir als 100 metres llisos, en la classificació va obtenir la segona posició en una carrera amb cinc atletes, amb la qual cosa va aconseguir classificar-se per a la final. Amb un temps de 12,2 segons va quedar en segona posició, després de Tom Burke dels Estats Units, i va aconseguir la medalla d'argent.
També va competir en la modalitat de 400 metres llisos, aconseguint classificar-se per a la final en segona posició de la seva sèrie i quedant en quarta posició a la final dels 400 metres amb 55,6 segons.
En el salt d'alçada va quedar en l'última posició dels cinc atletes que competien, amb un millor salt d'1,55 metres. En el triple salt va quedar empatat en la sisena i setena posició amb l'atleta grec Khristos Zoumis. En llançament de pes va quedar en una de les tres últimes posicions empatat amb Carl Schuhmann i Ellery Clark.
A més va prendre part en tres competicions de gimnàstica, escalada de corda de forma individual i barra fixa i barres paral·leles amb l'equip de gimnàstica alemany. En escalada de corda va aconseguir la tercera posició amb 12,5 metres escalats, amb la qual cosa va aconseguir una medalla de bronze rere els dos atletes grecs, Nikolaos Andriakopoulos i Thomasios Xenakis, a la corda de 14 metres. En les competicions per equip, del qual Hoffmann era capità, l'equip alemany va guanyar l'or en les dues competicions existents, barres paral·leles i barra fixa.